# Фонткобертский собор (911)
Фонткобе́ртский собо́р (исп. Concilio de Foncuberta, фр. Concile de Fontcouvert) — поместный собор Нарбонской митрополии, состоявшийся в 911 году в городе Фонткоберта (около Нарбона).
Собор был созван по требованию епископа Уржеля Нантигиса, который на основе семнадцатого канона Халкидонского собора потребовал возвращения своей епархии территории епископства Пальярс, по его мнению, незаконно отнятой в 888 году узурпатором уржельской кафедры Эсклуа.
На соборе председательствовал архиепископ Нарбона Арнуст. Кроме епископа Уржеля Нантигиса и епископа Пальярса Адульфа, в соборе приняли участие епископ Агда Герар I, епископ Барселоны Теудерик, епископ Жироны Виго, епископ Каркасона святой Гимер, епископ Лодева Теодорих и епископ Фрежюса Бенедикт. Епископы Вика Идальгуэр и Тулузы Арман прислали на собор своих легатов.
Участники собора признали каноническую обоснованность требований епископа Уржеля, однако, так как епископ Пальярса имел среди епископов много друзей, было принято решение о том, что Адульф продолжит управлять епархией до своей смерти. Только после этого Пальярская епархия должна была прекратить своё существование и её территория воссоединена с Уржельским епископством.
Несмотря на принятые Фонткобертским собором решения, после смерти епископа Адульфа в 923 году Пальярсская епархия, сменив по месту своего нового епархиального центра название на епископство Роды, сохранила свою самостоятельность от епископства Уржель.